# Tipula hobsoni
Tipula hobsoni är en tvåvingeart som beskrevs av Edwards 1928. Tipula hobsoni ingår i släktet Tipula och familjen storharkrankar. Inga underarter finns listade i Catalogue of Life.